# Fredi Camminadi
Fredi Camminadi (* 9. März 1924 in Kulmbach, Bayern; † 8. August 2023) war ein deutscher Politiker (SPD). Er war von 1961 bis 1969 Bürgermeister der Stadt Hemer.

## Leben
Die Familie Camminadi ist seit dem Jahr 1845 in Hemer ansässig. Fredi Camminadi kämpfte im Zweiten Weltkrieg als Kampfpilot bei der Luftwaffe.
Nach dem Krieg engagierte er sich neben der Kommunalpolitik auch bei einigen Vereinen und Verbänden. So war er unter anderem Vorsitzender der Arbeiterwohlfahrt und im Bürger- und Heimatverein sowie als Hobbyfilmer im Videoteam von Hemer aktiv.
Fredi Camminadi war verheiratet und hatte zwei Söhne. Sein Vater Heinrich wurde im Jahr 1945 durch die US-Truppen zum Bürgermeister der Amtsgemeinde Deilinghofen bestimmt. 
Er starb nach kurzer schwerer Krankheit im Alter von 99 Jahren.

## Politik
Im Jahr 1947 trat Fredi Camminadi der SPD bei. Fünf Jahre später zog er erstmals in den Rat der Stadt Hemer ein, dem er bis 1989 ohne Unterbrechung angehörte. Ab 1956 war er zunächst stellvertretender Bürgermeister, bevor er 1961 das Amt des ersten Bürgermeisters antrat. Im Jahr 1969 löste ihn Hans Meyer auf diesem Posten ab, Fredi Camminadi wechselte auf den Posten des stellvertretenden Fraktionschefs der SPD. Ab 1979 war er weitere 10 Jahre als Stellvertreter Meyers tätig, bis er 1989 aus dem Stadtrat ausschied. Als sachkundiger Bürger unterstützte er weiterhin die Arbeit der SPD-Fraktion.
Ab 1956 war Fredi Camminadi auch Mitglied der Amtsversammlung des Amtes Hemer. Im Jahr 1969 wurde er dort zum Vorsitzenden der SPD-Fraktion gewählt, was er bis zur kommunalen Neuordnung und Auflösung des Amtes 1975 blieb.
Auf der Kreisebene begann Camminadis Karriere 1964 mit dem Einzug in den Kreistag des Kreises Iserlohn. Nachdem der Kreis Iserlohn im Jahr 1975 Teil des neuen Märkischen Kreises geworden war, behielt er den Posten des SPD-Fraktionschefs und war zwischen 1984 und 1989 zusätzlich stellvertretender Landrat. Bis 2004 gehörte der Hemeraner dem Kreistag in Lüdenscheid sowohl als Alterspräsident als auch als dienstältester Abgeordneter an.

## Ehrungen
- Ehrenring des Kreises Iserlohn[4]
- Goldene Verdienstnadel des Fußball- und Leichtathletik-Verbandes Westfalen, 1983
- Bundesverdienstkreuz am Bande (12. Februar 1990)[5]
- Ehrenvorsitzender der SPD Hemer, seit 1993
- Ehrenvorsitzender der Arbeiterwohlfahrt Märkischer Kreis
- Verdienstorden des Landes Nordrhein-Westfalen, 2001
- Altbürgermeister der Stadt Hemer, seit 2004
- Marie-Juchacz-Plakette